# Saint-Jory-las-Bloux
Saint-Jory-las-Bloux é uma comuna francesa na região administrativa da Nova Aquitânia, no departamento Dordonha. Estende-se por uma área de 17,21 km². Em 2010 a comuna tinha 244 habitantes (densidade: 14,2 hab./km²).